# فيديو لان
فيديو لان (بالإنجليزية: VideoLAN)‏ هو مشروع يطور برنامج لتشغيل الفيديو والوسائط الأخرى عبر شبكة محلية. قامت في الأصل بتطوير برنامجين من أجل البث الحي للوسائط، وهما VideoLAN Client (في إل سي ميديا بلاير) و VideoLAN Server (VLS)، لكن تم دمج أغلب ميزات VLS في برنامج VLC تحت اسم في إل سي مديا بلاير.
بدء المشروع على يد طلاب من المدرسة المركزية باريس، ولكن بعد أن تم إصداره كبرنامج حر ومفتوح المصدر تحت رخصة جنو العمومية أصبح المشروع متعدد الجنسيات ويمتد فريق التطوير في 20 دولة.
ويدعم أنظمة تشغيل ويندوز ولينكس وماك بمعمارية 32 بت و64 بت.

## وصلات خارجية
- الموقع الرسمي